# Yaalcotz
Yaalcotz är en ort i Mexiko.   Den ligger i kommunen Oxchuc och delstaten Chiapas, i den sydöstra delen av landet, 800 km öster om huvudstaden Mexico City. Yaalcotz ligger 1 477 meter över havet och antalet invånare är 123.
Terrängen runt Yaalcotz är huvudsakligen kuperad, men västerut är den bergig. Terrängen runt Yaalcotz sluttar norrut. Runt Yaalcotz är det ganska glesbefolkat, med 21 invånare per kvadratkilometer. I omgivningarna runt Yaalcotz växer i huvudsak städsegrön lövskog.